# Ereunetea acrogyra
Ereunetea acrogyra là một loài bướm đêm trong họ Geometridae.